# Kumzari

Texte en kumzari.

Le kumzari (ou qumzari) est une langue iranienne parlée en Oman, dans le gouvernorat de Moussandam. C'est la seule langue iranienne parlée dans la péninsule Arabique, par 5 100 locuteurs dans la région de Kumzar, comme variante de l'achomi et par 700 locuteurs en Iran (2011).